# Eupoecilia reliquatrix
Eupoecilia reliquatrix es una especie de polilla del género Eupoecilia, familia Tortricidae.
Fue descrita científicamente por Meyrick en 1928.

## Distribución
Se encuentra en Indonesia.